# Ganna Walska
Ganna Walska (nacida Hanna Puacz el 26 de junio de 1887-2 de marzo de 1984) fue una cantante de ópera polaca y entusiasta de los jardines que creó el jardín botánico de Lotusland en su mansión de Montecito, California. Se casó seis veces, cuatro veces con esposos ricos. La lujosa promoción de su deslucida carrera en la ópera por parte de su cuarto esposo, Harold Fowler McCormick, inspiró aspectos del guion para Ciudadano Kane.

## Biografía
Ganna Walska nació como Hanna Puacz el 26 de junio de 1887 en Brest, Imperio Ruso, de padres polacos, Napoleón Puacz y Karolina Massalska . Ganna es una forma rusa de Hannah, y Walska "recuerda su música favorita, el vals".

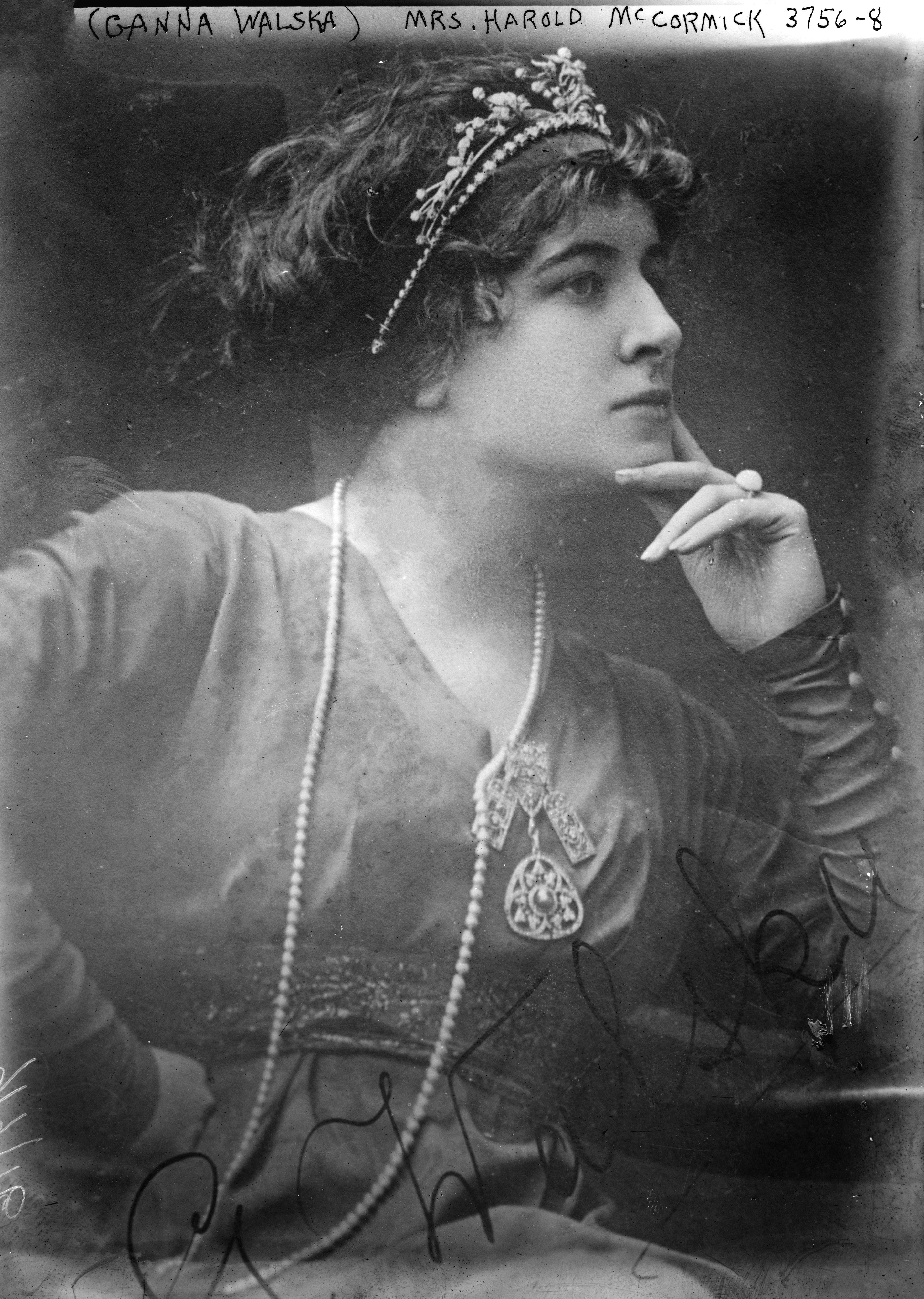
Ganna Walska tras su matrimonio con Harold F. McCormick

En 1922, después de su matrimonio con Harold F. McCormick, Ganna Walska compró el Teatro de los Campos Elíseos en París. Dijo al Chicago Tribune que había invertido sus propios fondos, y no los de su acaudalado esposo, y añadió: "Nunca apareceré en mi propio teatro hasta que obtenga un reconocimiento basado únicamente en mis méritos como artista".
Walska se convirtió en pupila de la profesora vocal Cécile Gilly. Marjorie Lawrence, otra estudiante de Gilly, declaró que estaba claro que Walska tenía poca aptitud para la música, pero que Gilly la tomó por el dinero.
A pesar de su aparente reputación como cantante mediocre, Walska siguió una carrera como cantante de ópera, con una espléndida promoción de su carrera por McCormick. Ello inspiró aspectos del guion para Ciudadano Kane de Orson Welles. Roger Ebert, en su comentario en DVD sobre Ciudadano Kane, sugiere que el personaje de Susan Alexander se basó en Walska. McCormick gastó miles de dólares en lecciones de voz para su esposa e incluso consiguió que Walska fuera protagonista en una producción de Zazà de Ruggero Leoncavallo en la Ópera de Chicago en 1920. Según se dice, Walska tuvo una discusión con el director Pietro Cimini durante el ensayo general y dejó la producción antes de que ella apareciera. Los contemporáneos dijeron que Walska tenía una voz terrible, y que solo gustaba a McCormick.
Los titulares del día del New York Times decían: "Ganna Walska falla como Madame Butterfly: la voz la abandona cuando ella ensaya el papel de la heroína de Puccini" (29 de enero de 1925) y "La señora Walska se aferra a la ambición para cantar" (14 de julio de 1927).
"De acuerdo con sus memorias de 1943, Always Room at the Top, Walska había recurrido a todo tipo de técnicas para tranquilizar sus nervios y dominar su voz", informó The New York Times en 1996. "Nada funcionó. Durante una actuación de Fedora de Giordano en La Habana se desvió el tono con tanta brusquedad que la audiencia le arrojó verduras podridas. Fue un evento que Orson Welles recordó cuando comenzó a inventar el personaje de la segunda esposa del editor del periódico para Ciudadano Kane".
En 1926 Walska compró el huevo de Fabergé que la duquesa de Marlborough donó a una subasta de caridad. Más tarde, Malcolm Forbes lo adquirió y fue el primero en su colección de huevos de Fabergé.
Ganna Walska murió el 2 de marzo de 1984 en Lotusland, dejando su jardín y su fortuna a la Fundación Ganna Walska Lotusland.

## Matrimonios
Ganna Walska se casó seis veces:
- El barón y oficial ruso Arcadie d'Eingorn. Se casaron en 1904, pero el matrimonio fue disuelto dos años después. El barón murió de tuberculosis en 1915.[9][10]
- El dr. Joseph Fraenkel, un endocrino de Nueva York. Se casaron en 1916, y él murió en abril de 1920.[9][10]
- El deportista, multimillonario y magnates de las alfombras Alexander Smith Cochran. Se casaron en septiembre de 1920 y se divorciaron en 1922.[9][10] Murió en 1929.[11]
- El industrial Harold Fowler McCormick. Se casaron el 11 de agosto de 1922 en el Ayuntamiento de Passy en París.[9] Se divorciaron en 1931. Él murió en 1941.[12]
- El inventor inglés del rayo de la muerte, Harry Grindell-Matthews.[13] Se casaron en 1938 y él murió en 1941.[14][15]
- Theos Bernard, su sexto y último esposo. Fue un estudioso del hatha yoga y el budismo tibetano y escritor de libros. Se casaron en 1942 y se divorciaron en 1946. Él murió en 1947.

## Lotusland

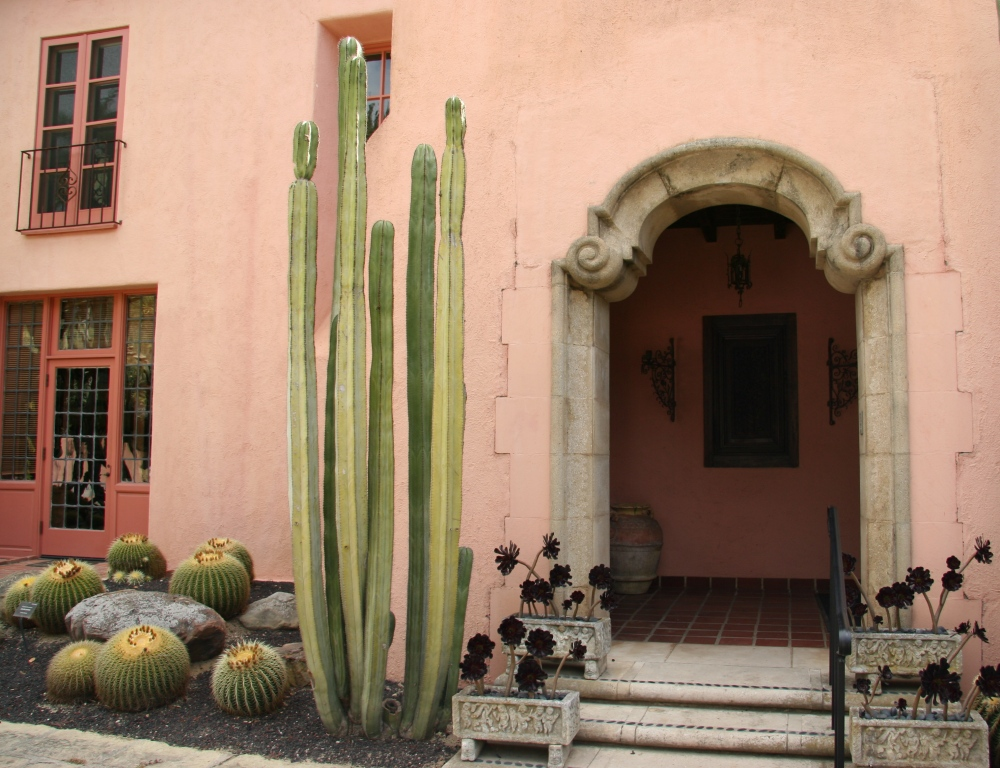
Entrada a la mansión en Lotusland

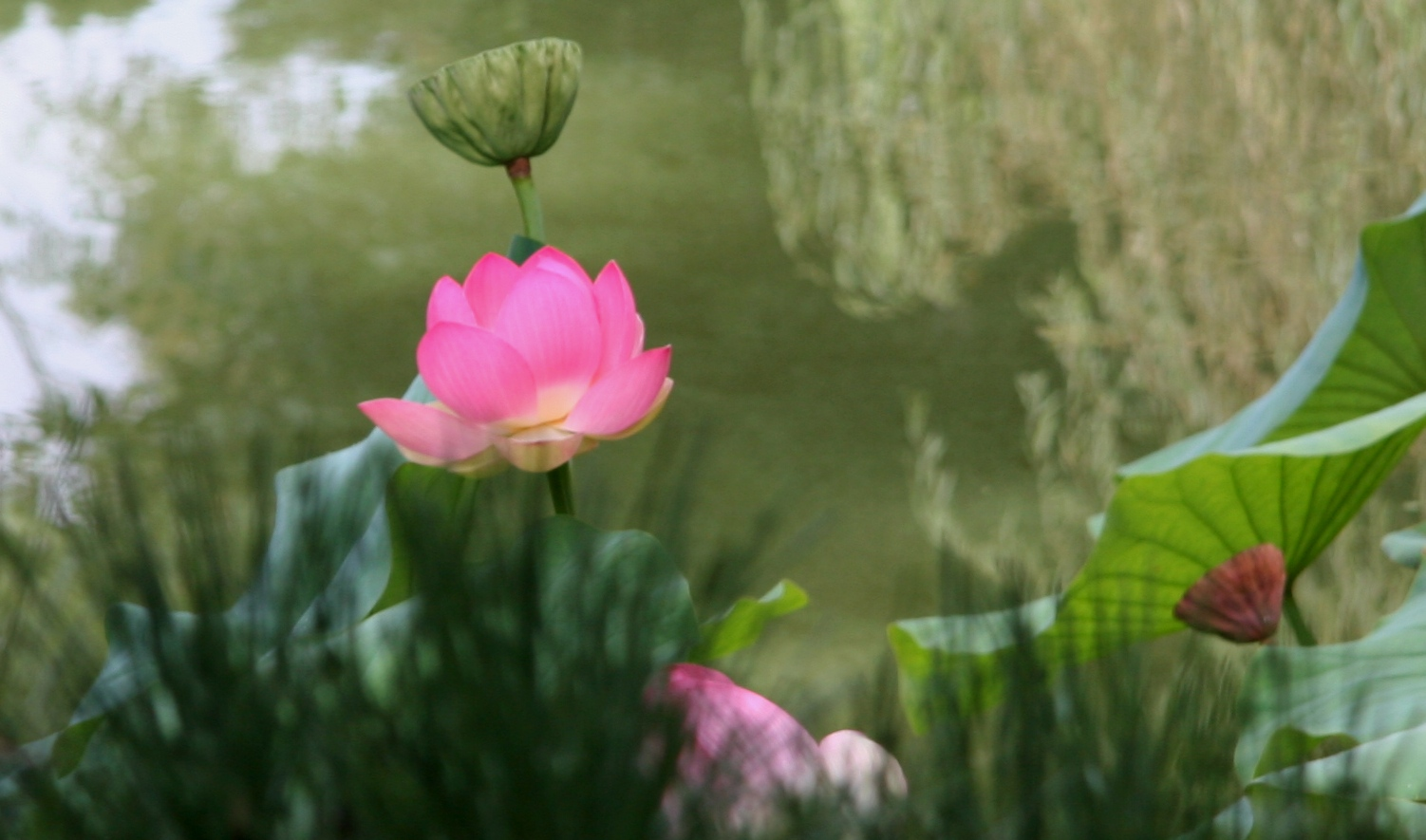
Lotos en el jardín japonés de Lotusland.

En 1941, por influencia de su sexto esposo Theos Bernard, compró la histórica finca "Cuesta Linda" de 37 acres (15 ha) en Montecito, cerca de Santa Bárbara, California, con la intención de usarla como un refugio para monjes tibetanos. Pero debido a restricciones en los visados durante la Segunda Guerra Mundial, los monjes no podían viajar a Estados Unidos. Tras su divorcio de Bernard en 1946, Walska cambió el nombre de su patrimonio a Lotusland, por la famosa flor considerada sagrada en las religiones indias y tibetanas, el loto y que crecía en varios de los estanques de su jardín. Dedicó el resto de su vida a diseñar, expandir y mantener estos jardines en la finca. Su talento para el diseño del paisaje es muy bien considerado por los jardineros, como distintivo de una creatividad excepcional.